# ماریو کاسانو
ماریو کاسانو (انگلیسی: Mario Cassano؛ زادهٔ ۸ اکتبر ۱۹۸۳) بازیکن فوتبال اهل ایتالیا است.
از باشگاه‌هایی که در آن بازی کرده‌است می‌توان به باشگاه فوتبال رجینا، باشگاه فوتبال فیورنتینا، باشگاه فوتبال پیاچنزا، باشگاه فوتبال مونتسا، باشگاه فوتبال سمپدوریا، و باشگاه فوتبال امپولی اشاره نمود.
وی همچنین در تیم‌های ملی فوتبال زیر ۲۰ سال ایتالیا و Italy under-21 Serie B representative team بازی کرده‌است.